# الصياد غراخوس
الصياد غراخوس (بالألمانية: Der Jäger Gracchus) قصة قصيرة ألمانية من تأليف الكاتب التشيكي فرانز كافكا، كتبها في النصف الأول من العام 1917، ونُشرت للمرة الأولى في 1931 في مجموعة القصص القصيرة «سور الصين العظيم» (Beim Bau der Chinesischen Mauer).[بحاجة لمصدر] نشرت الترجمة الإنجليزية الأولى في 1933 في لندن من ترجمة ويلا وإيدوين موير، وظهرت القصة كذلك في 1971 في المجموعة القصصية الكاملة لفرانس كافكا.

## القصة
القصة تحكي عن الصياد جراخوس الذي مات مسبقاً بفعل حادث مميت وتبدأ بوصوله إلى ميناء بلدة ريفا على قارب موت، يدخل عمدة ريفا إلى القارب وفي داخله يلتقي بالصياد جراخوس الذي يسرد له كيف مات وهو يصطاد وكيف أنه قُدّر له أن يهيم بلا هدف في البحار وإلى الأبد على متن قاربه غير قادر على مغادرة عالم الأحياء، وأنه لا ينتمي إلى أي من العالمين الأحياء أو الأموات. فصل إضافي من القصة يقدم حوار بين جراخوس وآخر غير مسمى ومن المرجح أن يكون هو العمدة.

## وصلات خارجية
- الصياد جراخوس، على ويكي مصدر الألمانية.

| - الصياد جراخوس، على كتب جوجل. - الصياد جراخوس، على الفهرس العالمي. | - الصياد جراخوس، على AbeBooks. - الصياد جراخوس، على جود ريدز. |